# فرودگاه بین‌المللی باندرانیکی
فرودگاه بین‌المللی باندرانیکی (به انگلیسی: Bandaranaike International Airport) یک فرودگاه نظامی و همگانی با کد یاتا کلمبو است که یک باند فرود آسفالت دارد و طول باند آن ۳۳۵۰ متر است. این فرودگاه در کشور سری‌لانکا قرار دارد و در ارتفاع ۸ متری از سطح دریا واقع شده‌است.

## شرکت‌های هواپیمایی و مقصدهای پروازی

### مسافری
| شرکت‌های هواپیمایی           | مقصدهای پروازی |
| --------------------------- | --- |
| ایرآسیا                     | کوالالامپور |
| ایر عربیا                   | شارجه |
| ایر چاینا                   | چنگدو شوانگلیو |
| ایر ایندیا                  | چنای، ایندیرا گاندی فصلی: بنارس |
| آسترین ایرلاینز             | فصلی: وین |
| Azur Air                    | چارتر فصلی: دوموده‌دوو |
| کاتای پاسیفیک               | هنگ کنگ |
| هواپیمایی شرقی چین          | کونمینگ چانگشوی، ابراهیم نصیر، شانگهای پودنگ |
| هواپیمایی جنوبی چین         | بایون گوآنگجو، ابراهیم نصیر (آغاز هردو از ۲۶ سپتامبر ۲۰۱۷) |
| Cinnamon Air                | اس‌ال‌ای‌اف بتیکالوا، Bentota, Dickwella، ماتالا، اس‌ال‌ای‌اف کوگالا، Sigiriya، اس‌ال‌ای‌اف چاینا بی، Nuwara Eliya چارتر: اس‌ال‌ای‌اف پالالی، اس‌ال‌ای‌اف واونیا |
| هواپیمایی امارات            | دوبی، ابراهیم نصیر، چانگی سنگاپور |
| انتر ایر                    | چارتر فصلی: شوپن ورشو |
| هواپیمایی اتحاد             | ابوظبی |
| فلای‌دبی                     | دوبی، ابراهیم نصیر |
| گلف ایر                     | بحرین |
| Himalaya Airlines           | تریبهوان |
| کاال‌ام                      | فصلی: اسخیپول آمستردام |
| کورین ایر                   | ابراهیم نصیر، اینچئون |
| کویت ایرویز                 | کویت |
| لوت پولیش ایرلاینز          | چارتر فصلی: شوپن ورشو |
| لاین ایر                    | چارتر: سوئکارنو-هتا، جزیره کریسمس |
| هواپیمایی ایران ایرتور      | چارتر: امام خمینی |
| مالزی ایرلاینز              | کوالالامپور |
| مالیندو ایر                 | کوالالامپور |
| Millennium Airlines         | چارتر: اس‌ال‌ای‌اف انوردهاپورا، اس‌ال‌ای‌اف بتیکالوا، ماتالا، اس‌ال‌ای‌اف پالالی، اس‌ال‌ای‌اف کوگالا، Sigiriya، اس‌ال‌ای‌اف چاینا بی |
| Neos                        | میلانو مالپنسا |
| عمان ایر                    | مسقط |
| هواپیمایی قطر               | حمد |
| روتانا جت                   | ابوظبی |
| رویال فلایت                 | چارتر فصلی: شرمتیوو |
| هواپیمایی سعودی             | ملک عبدالعزیز، ملک خالد |
| سیلک‌ایر                     | چانگی سنگاپور |
| سنگاپور ایرلاینز            | چانگی سنگاپور |
| اسپایس‌جت                    | چنای، مادوری |
| سریلانکان ایرلاینز          | ابوظبی، بحرین، بنگالورو، سووارنابومی، پکن، چنای، کویمباتور, ملک فهد، ایندیرا گاندی، شاه‌جلال، حمد، دوبی، گن، بایون گوآنگجو، هنگ کنگ، راجیو گاندی, سوئکارنو-هتا، ملک عبدالعزیز، جناح، کوچین، نتاجی سبهاش چندر بوس، کوالالامپور، کونمینگ چانگشوی، کویت، اقبال لاهوری، هیترو لندن، مادوری، سیشل، ابراهیم نصیر، ملبورن (برقراری مجدد از ۲۹ اکتبر ۲۰۱۷)، چاتراپاتی شیواجی، مسقط، ملک خالد، شانگهای پودنگ، چانگی سنگاپور، تریواندروم، تیروچیراپالی، ناریتا، ویساکاپاتنام فصلی: چنگدو شوانگلیو، چنگچینگ ییانگبی، گایا، بنارس |
| Sriwijaya Air               | فصلی: کوالا نامو، سلطان سیاریف قسیم دوم |
| تای ایرویز اینترنشنال       | سووارنابومی |
| Thomson Airways             | فصلی: هلسینکی، گاتویک، استکهلم-آرلاندا |
| ترکیش ایرلاینز              | آتاترک |
| هواپیمایی بین‌المللی اوکراین | بوریسپیل |

### باری
| شرکت‌های هواپیمایی                    | مقصدهای پروازی                                                          |
| ------------------------------------ | ----------------------------------------------------------------------- |
| کاتای پاسیفیک                        | چنای، هنگ کنگ                                                           |
| هواپیمایی اتحاد                      | ابوظبی چارتر: ریکن‌بیکر، میلانو مالپنسا                                  |
| هواپیمایی قطر                        | حمد، جناح، اقبال لاهوری، کوچین، تریواندروم                              |
| سریلانکان ایرلاینز اجرا توسط فیتس‌ایر | بنگالورو، سووارنابومی، چنای، حمد، کوچین، چاتراپاتی شیواجی، ابراهیم نصیر |
| ترکیش ایرلاینز                       | آتاترک                                                                  |